# Tranvía de Parla

Tranvía de Parla

Tranvía de Parla é uma linha de metro ligeiro circular que facilita o transporte tanto dentro da localidade de Parla, como na comunicação com o resto da área metropolitana de Madrid. Foi inaugurada em 6 de maio de 2007.
A Tranvía de Parla é classificada como a linha ML4 do metrô de superfície de Madri. Esta rede possui uma bitola internacional de 1435 milímetros, o que facilita sua compatibilidade e a possibilidade de troca de veículos com outras linhas construídas ou planejadas na Comunidade de Madrid.

## Ligação externa
- «Sítio oficial»